# Korhogo
Korhogo est la plus grande ville du Nord de la Côte d'Ivoire. Avec une population de 440 926 habitants, elle est également l'une des communes les plus peuplées de la Côte d'Ivoire.
Surnommée la « cité du Poro » et située à 635 km d'Abidjan, elle est la capitale du district des Savanes et le chef-lieu de la région du Poro. La ville est un point de passage stratégique vers le Mali et le Burkina Faso. Korhogo est la capitale du peuple Sénoufo. Korhogo signifie en Sénoufo « héritage ».

## Localisation
Korhogo est l'un des quatre départements de la région du Poro. C'est une ville frontalière du Mali et du Burkina Faso. Les trois autres départements sont les suivants : Sinématiali, M'Bengué et Dikodougou. Korhogo se situe à 635 km d’Abidjan qui est la capitale économique et plus grande ville du pays et à 500 km de Yamoussoukro, la capitale politique.

Carte de la région de Korhogo, au nord de la Côte d'Ivoire - Image satellite

## Géographie
Korhogo est à 635 kilomètres d'Abidjan, la capitale économique et à 331 kilomètres de Yamoussoukro, la capitale politique. Le paysage végétal correspond au paysage de savane qui se rattache au domaine soudanais. Ce domaine est caractérisé par la prédominance de la savane avec une juxtaposition de forêt claire. La ville de Korhogo fait partie de la région des Savanes, frontalière du Mali et du Burkina Faso. Korhogo se situe à 635 km d’Abidjan, la capitale économique et plus grande ville du pays et à 331 km de Yamoussoukro, la capitale politique.

### Toponymie
Étymologiquement, Korhogo dérive de l'expression « kor-go » qui veut dire « héritage » en langue sénoufo .

### Relief

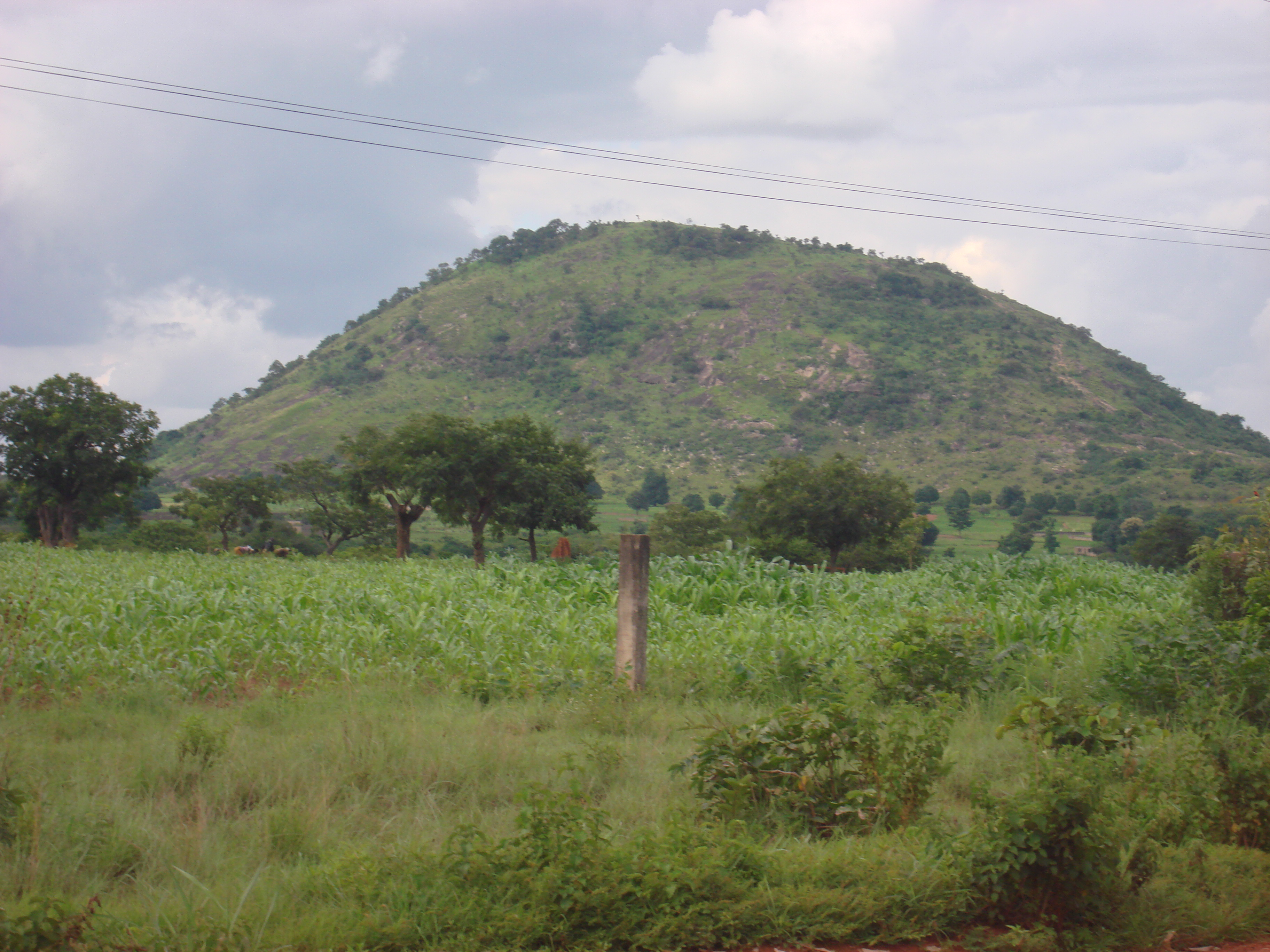
Le Mont Korhogo

Sur un relief plat parsemé d'inselbergs, une « montagne » (terme utilisé par la population locale), le « mont Korhogo », domine la ville. Elle est d'origine volcanique et constitue le résultat géologique de la dorsale guinéenne, ligne de montagnes qui culmine au mont Nimba à 1 752 m.

### Climat
Le climat est de type Aw selon la classification de Köppen : il est très chaud et très sec (du type du climat soudanais), avec, en décembre et janvier, l'harmattan, un vent puissant venu du Sahara, qui fait baisser considérablement la température. La grande saison sèche (octobre - mai) précède la saison des pluies marquée par deux pics pluviométriques, l'un en juin et l'autre en septembre,,.

### Flore
La végétation du département, comme celle de toute la région, est celle de la savane arborée ou Savane ouest soudanienne, selon la classification des écorégions définie par le World Wide Fund for Nature. Elle se caractérise par des arbres et arbustes, d'une hauteur comprise entre 8 et 12 m, disséminés avec une densité de couvert de l'ordre de 25 à 35 %.
Les flamboyants et les hibiscus sont nombreux et la savane abrite des fromagers dont le bois grisé et léger est facile à travailler, des baobabs séculaires ainsi que des anacardiers, des nérés et des karités. Ces derniers sont désignés sous le nom d'arbres miracles dont le fruit peut se manger tel quel ou se préparer en « beurre » qui remplace l'huile et toutes les matières grasses dans les régions de savane et qui a aussi acquis depuis quelques années une grande réputation comme produit cosmétique.
On y retrouve aussi les habituels arbres à fleurs tropicaux tels que les frangipaniers, les bougainvilliers, les acacias ou les ananas roses ainsi que de multiples variétés d'orchidées, spécialité du pays.

### Faune
Dans la région vivent les calaos, animaux fétiches pour le peuple sénoufo. On y croise aussi de nombreux babouins, des guenons, des phacochères, des potamochères, des perdrix et des francolins ainsi que des antilopes, essentiellement des cobes de Buffon et des guib harnachés. On y trouve également beaucoup d'aulacodes dont la chair est très appréciée et les margouillats pullulent.

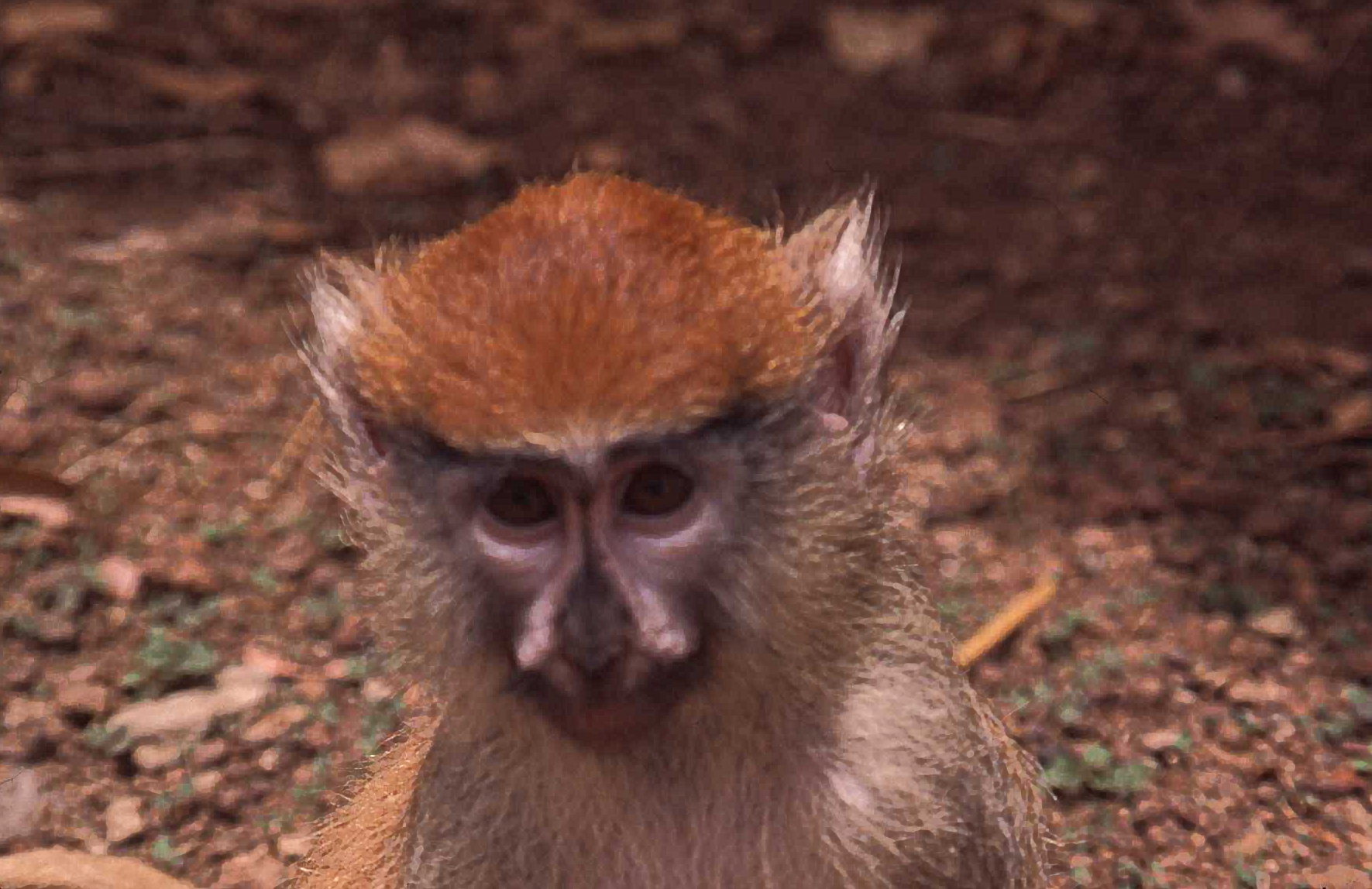
Grivet de la région de Korhogo

## Histoire

### Histoire pré-coloniale
Jusqu'au XVe siècle, on ne connait pas de témoignage écrit sur le peuplement de la Côte d'Ivoire, contrairement aux royaumes situés plus au nord qui ont été décrits par les almoravides musulmans. Les spécialistes estiment toutefois que les Sénoufos, partis du nord-est de la Côte d'Ivoire depuis la ville de Kong à la recherche de bonnes terres, arrivèrent au premier millénaire dans la région où ils résident actuellement au XIVe siècle. Leur chef serait Nanguin Soro, un chef de tribu. Korhogo, protégée des incursions guerrières par le Bandama Blanc devint alors la capitale et le siège de la plus importante chefferie sénoufo.

### XIIesiècle
La venue par vagues, à partir du XIIe siècle, d’un groupe de chasseurs Dyeli (Jeri, Tchely) - « proto-mandé » alors non islamisés (Person,1966) originaires du Haut-Niger et dont les grandes familles Koné, Konaté, Kondé, Doumbia, Kuruma sont encore représentées, notamment au quartier Dielissokaha de Korhogo ; l’autre affirmant l’antériorité du peuplement Sénoufo, que celui-ci tienne à une migration.
La langue des Jéri (ou Diéli, Tyéli) est, jusqu'à présent, totalement inconnue du monde de la linguistique africaine.

### XIXesiècle
À la fin du XIXe siècle, la région est conquise par les troupes de l'Almamy Samory Touré, fondateur de l'empire du Wassoulou, à qui Péléforo Gbon Soro, dit Gbon Coulibaly, a prêté allégeance. Mais Péléforo Gbon Soro choisit de se rallier aux Français. En contrepartie, ces derniers érigent Korhogo en chef-lieu de cercle (et deviendra après l'indépendance celui du département du nord en 1961, puis du département de Korhogo en 1969).
La Côte d'Ivoire n'a été réellement colonisée que tardivement comparée autres États de l'Afrique de l'Ouest. Jusqu'aux expéditions de Louis-Gustave Binger, Marchand (1887-1899), la zone forestière du centre était inconnue et le nord ne sera occupé qu'après la défaite de Samory Touré face à Gouraud, en 1898.

### XXesiècle
Bien que ses frontières aient été établies en 1904 à la suite de la fixation des règles sur les modalités du partage de l'Afrique entre les grandes puissances européennes qui a eu lieu au congrès de Berlin, la « pacification » n'est achevée qu'en 1915.
De 1932 à 1947, la Haute-Volta, aujourd'hui Burkina Faso, a été démembrée, son territoire étant partagé entre le Mali, le Niger et la Côte d'Ivoire,. Cela conduira alors la France à distinguer administrativement la « Basse Côte d’Ivoire » au sud et la « Haute Côte d’Ivoire » au nord, cette dernière entité incluant le territoire de l'actuel département de Boundiali.
Tout au long du siècle, les habitants du département de Korhogo, comme tous ceux de l'AOF et de l'AEF, ont été soumis au travail forcé jusqu'à sa suppression en 1946 grâce à la « loi Houphouët-Boigny » qui satisfaisait les revendications du Syndicat Agricole Africain : était astreinte à 12 jours de travail annuel, toute personne de sexe masculin, de plus de 15 ans et de moins de 65 ans, et n'occupant pas de poste administratif ou militaire. De surcroit, la capitation, établie en 1901, qui devait théoriquement être perçue en argent, était souvent remplacée dans les faits par des journées de travail supplémentaire. C'est d'ailleurs, pour l'essentiel, dans le cadre de ce travail forcé que s'est développée l'immigration mossi, issue de la Haute-Volta, actuellement Burkina Faso.
Beaucoup de jeunes seront également soustraits de leur village et enrôlés de force dans les régiments de tirailleurs sénégalais pour participer aux conflits sur les territoires européen, indochinois et algérien,,. De retour au pays, les survivants, minoritaires, sont devenus, des anciens combattants dont la pension, bien que faible et longtemps « gelée », et qui a très récemment été revalorisée à la suite du succès en France du film Indigènes, a fait vivre des familles entières dans les villages du département, phénomène qui, « par la force des choses », est en train de s'estomper. Il est vrai que beaucoup d'habitants du département vivent avec 15 000 francs CFA mensuels, soit environ 25 euros (moins de 1 euro par jour), parfois même avec moins,.

### Crise politico-militaire en Côte d'Ivoire (2002-2011)
Dans le contexte de la crise politico-militaire en Côte d'Ivoire, la ville de Korhogo est prise le 19 septembre 2002 par les troupes du MPCI cherchant à renverser le président de la république élu en 2000, Laurent Gbagbo. Korhogo va devenir l'une des principales base arrière des Forces nouvelles.
Malgré les appels au cessez-le-feu de 2003, la situation à Korhogo reste instable car son contrôle est disputé par deux factions rivales, celle de Guillaume Soro et celle de Ibrahim Coulibaly dit « IB ». Ainsi, en juin 2004, les forces loyales au chef rebelle Guillaume Soro accusent celles de IB de préparer l'assassinat du secrétaire général du MPCI. Ces accusations déclenchent des hostilités qui font 22 morts.
En août 2004, les militaires de l'ONU en Côte d’Ivoire découvrent trois charniers d'au moins 99 cadavres dans la ville.
Le commandant de zone était Fofié Kouakou Martin et le délégué des FN de Korhogo Soro Kanigui Mamadou.
Quelques jours après son arrestation survenue le 11 avril 2011 à Abidjan par les forces d'Alassane Ouattara, Laurent Gbagbo est assigné à résidence à Korhogo (son épouse Simone étant détenue dans une autre ville) dans la résidence présidentielle située sur les hauteurs de la ville.

## Administration

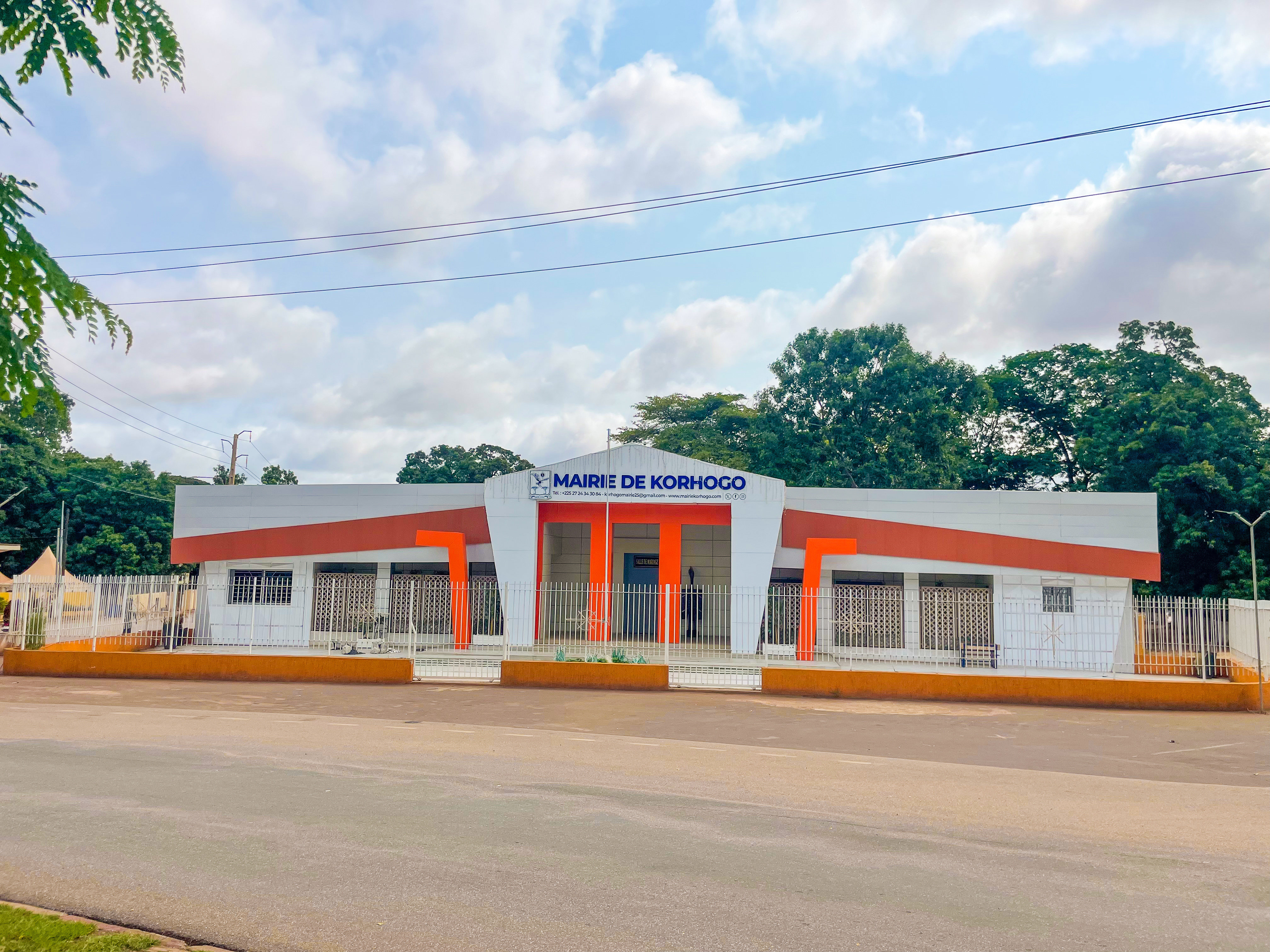
Mairie de Korhogo

Avant l'indépendance du pays en 1960, tout le nord de la Côte d'Ivoire était placé sous l'autorité d'un « administrateur des colonies », le « commandant du cercle de Korhogo » qui administrait tout le territoire actuellement couvert par les départements de Korhogo, Ferkessédougou, Boundiali et Tingréla. Placé sous l'autorité du gouverneur, ce fonctionnaire administrait une région du pays appelée « cercle ». Le gouverneur était placé sous l'autorité du gouverneur général, lui-même dépendant du ministre des Colonies,,,. L'actuel département de Korhogo était alors une « subdivision » du cercle de Korhogo après avoir été une subdivision du cercle de Sikasso, situé dans l'actuel Mali, jusqu'en 1902, les deux autres subdivisions étant celles de Boundiali et de Ferkessédougou.
Une loi de 1978 institua 27 communes de plein exercice sur le territoire du pays.
Le chef traditionnel du canton est Issa Coulibaly, vice-président de la Chambre des rois et chefs traditionnels de Côte d'Ivoire.
Le département comporte plusieurs communes : Dikodougou, Guiembé, Karakoro, Komborodougou, Korhogo, M'Bengué, Napié, Niofoin, Sinématiali, Sirasso, Tioroniaradougou.
Il comporte sept sous-préfectures : M’bengué, Niofoin, Sinématiali, Tioroniaradougou, Napié, Komboro et il comprend 846 localités rurales.
Après les évènements de 2002, la ville, comme toutes les localités du nord du pays, a été placée sous l'administration du MPCI, puis des Forces nouvelles de Côte d'Ivoire et se trouvait de fait sous l'autorité unique d'un « commandant de zone » (« com-zone »), Fofié Kouakou Martin, désigné en 2005 par le secrétaire général des Forces nouvelles de Côte d'Ivoire, Guillaume Soro, comme pour chacun des dix secteurs de la zone nord ivoirienne, Korhogo étant désignée depuis 2006 comme Zone no 10. Cette autorité existe toujours en 2008 et cohabite avec les fonctionnaires de l'état, préfet et sous-préfet, revenus dans la région.

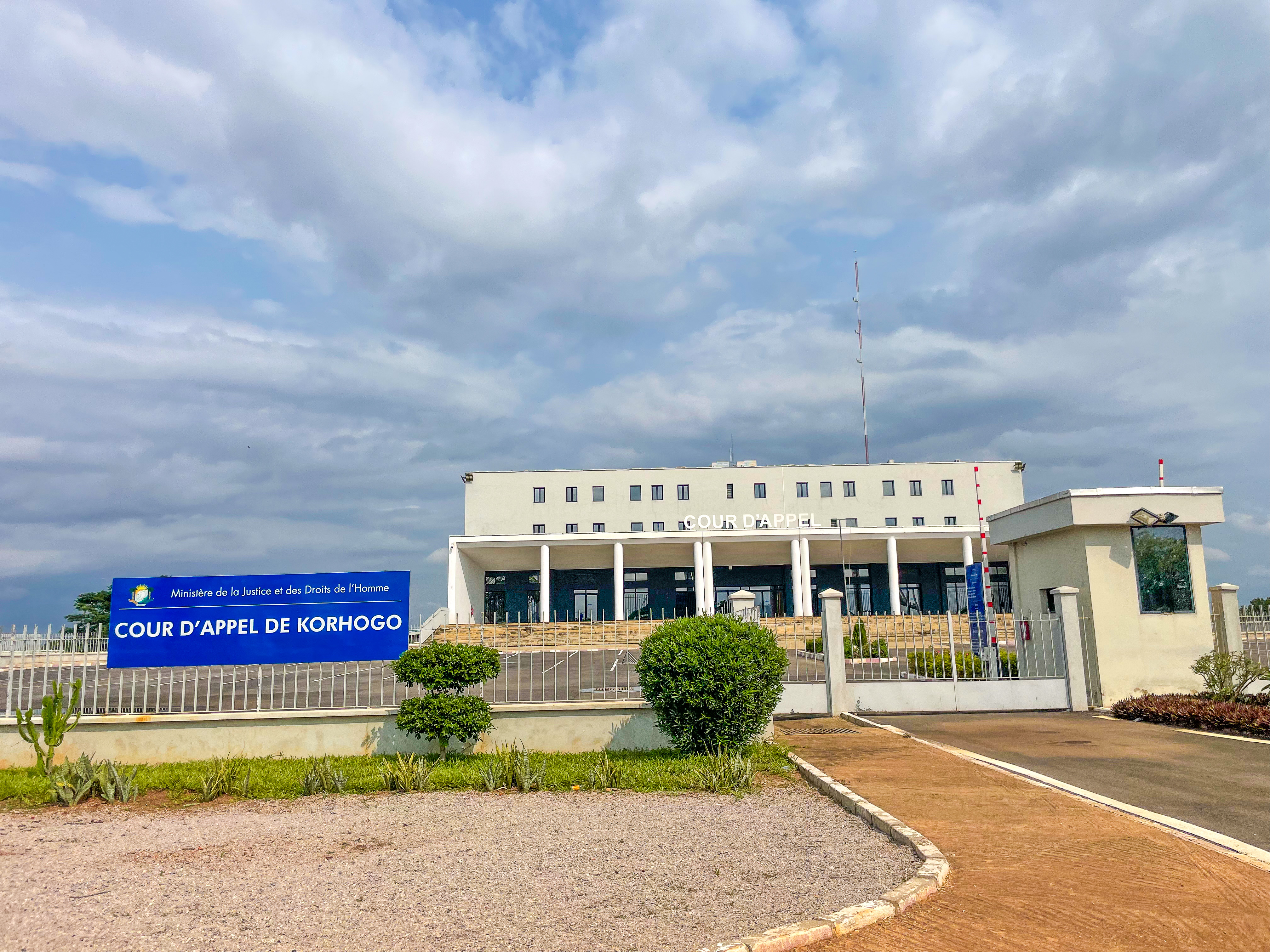
Cour d'appel de Korhogo

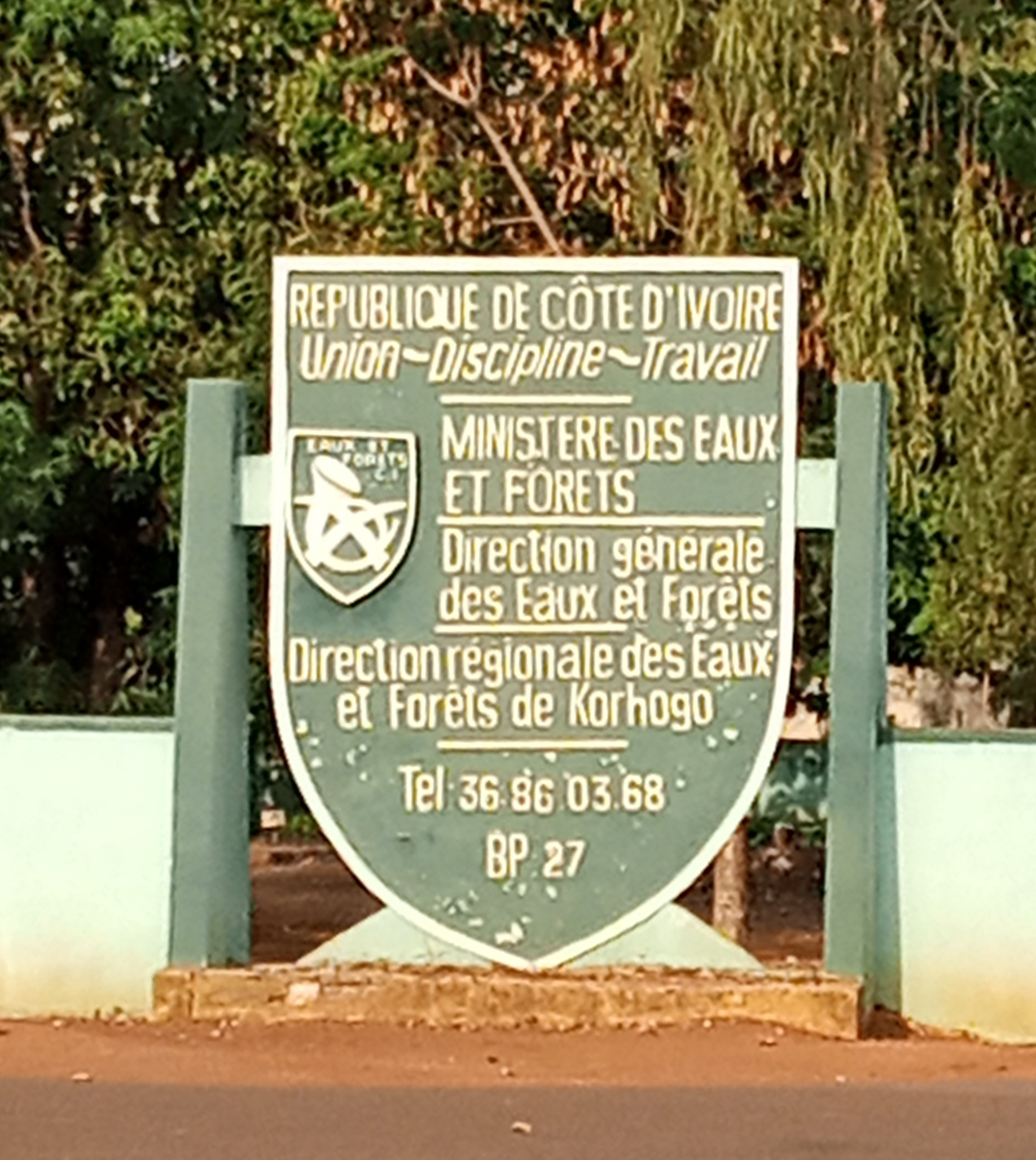
Eaux et Forêt de Korhogo

## Représentation politique
| Date d'élection            | Identité              | Parti    | Qualité         | Statut |
| -------------------------- | --------------------- | -------- | --------------- | ------ |
| 2001-2011                  | Adama Nibi Coulibaly  | PDCI-RDA | Homme politique | Élu    |
| 2011-2020                  | Amadou Gbon Coulibaly | RHDP     | Homme Politique | Élu    |
| 2020-2023                  | Lazeni Coulibaly      | RHDP     | Homme politique | Élu    |
| Depuis le 4 septembre 2023 | Lacina Ouattara       | RHDP     | Homme Politique | Élu    |

Le mandat de l’Assemblée nationale élue en 2001 s'achevait le 16 décembre 2005. Mais, en raison de la crise politico-militaire de 2002, les élections législatives n'ont pas eu lieu et l’Assemblée nationale en place est demeurée en fonction et a conservé ses pouvoirs.

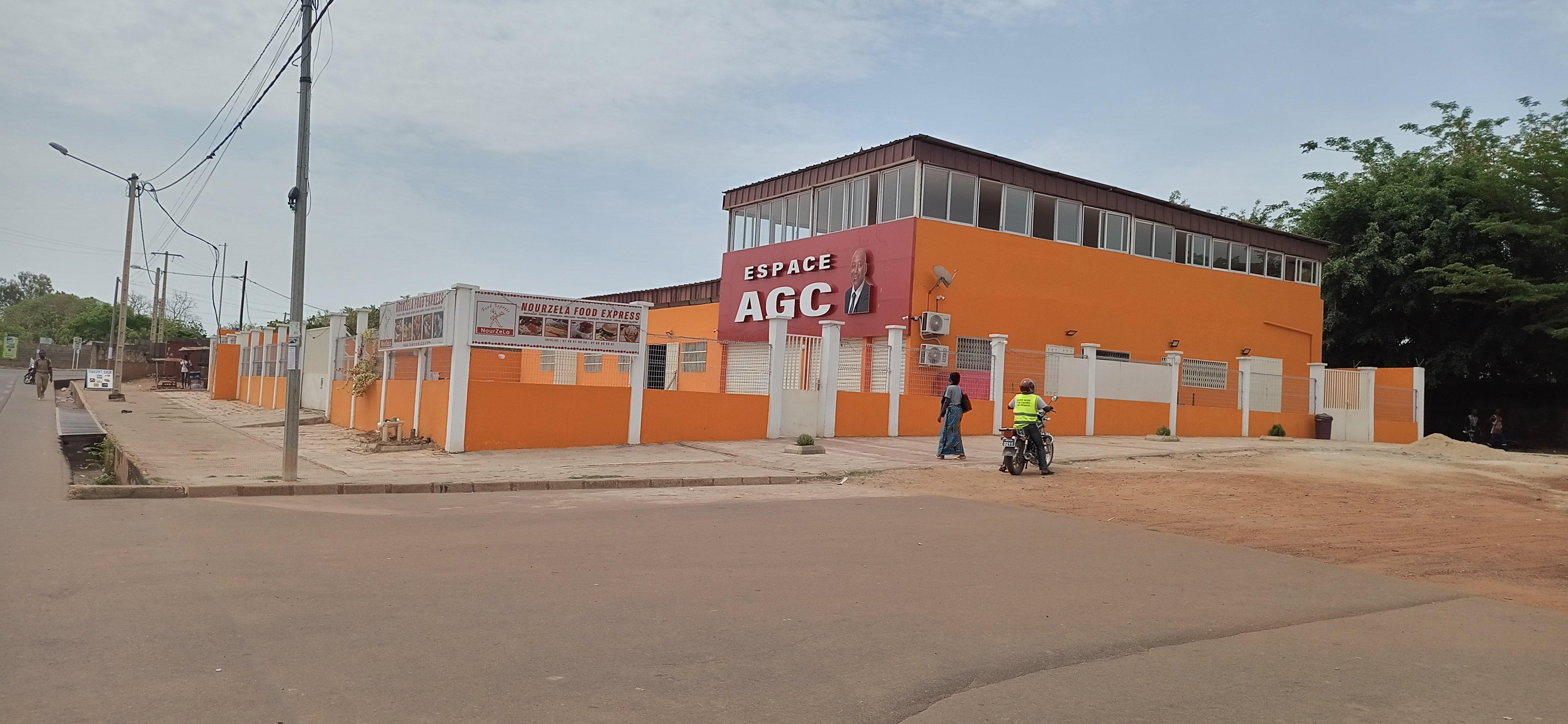
Espace AGC

## Société

### Démographie

Démographie de Korhogo

La ville compte plus de 200 000 habitants en 2010. La population de Korhogo est constituée principalement de sénoufos et de malinkés .
| 1922  | 1965   | Rec. 1975 | Rec. 1988 | Rec. 1998 | 2014    | 2021    |
| ----- | ------ | --------- | --------- | --------- | ------- | ------- |
| 4 978 | 24 000 | 45 250    | 109 655   | 142 039   | 286 071 | 440 926 |

### Population
Les populations autochtones de Korhogo sont les Djelis au Sud-Ouest, certains au nord de Korhogo. 1500 (1990 R. Kastenholz). Population ethnique : 20.000 (1990 R. Kastenholz). Statut : 7 (déplacement). Noms alternatifs: Celle, Jeli Kuo dialectes: liés à Ligbi [lig] du Ghana et Tongon, un argot de forgeron disparu du Djimini Sénoufo. Classification : Niger-Congo, Mande, Ouest, Centre-Sud-Ouest, le Centre, Manding-Jogo, Jogo-Jeri la venue par vagues, à partir du XIIe siècle, d’un groupe de chasseurs Dyeli - « proto-mandé » alors non islamisés (Person, 1966) originaires du Haut-Niger et dont les grandes familles Koné, Konaté, Kondé, Doumbia, Kuruma sont encore représentées, notamment au quartier Dielissokaha de Korhogo ; l’autre affirmant l’antériorité du peuplement Sénoufo, que celui-ci tienne à une migration depuis. La langue des Jéri (ou Diéli, Tyéli) est, jusqu'à présent, totalement inconnue du monde de la linguistique africain. Les Jéri ou Jéli, Jélu ('cordonnier') ethnique de la Préfecture de Korhogo en Côte-d'lvoire Ou Tchelis.

### Langues
Depuis l'indépendance, la langue officielle dans toute la Côte d'Ivoire est le français. La langue véhiculaire, parlée et comprise par la majeure partie de la population, est le dioula mais la langue vernaculaire de la région est le sénoufo.
Le département de Korhogo accueillant de nombreux Ivoiriens issus de toutes les régions du pays, toutes les langues vernaculaires du pays, environ une soixantaine, y sont pratiquées. Avec la présence dans la région de nombreux Burkinabés venus travailler notamment dans les plantations de coton, on y parle aussi le moré, langue des Mossis,,.

### Éducation
En 1911, il y avait, en Côte d'Ivoire, un groupe scolaire central à Bingerville, 16 écoles régionales et 26 écoles de village dont deux seulement pour tout le nord du pays, à Odienné et à Korhogo.
En 2008, on dénombre dans tout le département 265 écoles primaires, 15 établissements secondaires et un établissement d'enseignement supérieur qui est une antenne délocalisée de l'université de Bouaké. Depuis 2012, l'ex-URES de Korhogo a fait place à l'université Péléforo-Gbon-Coulibaly à la suite de sa mutation en université le décret n° 2012-985 du 10 octobre 2012.
Le 24 juillet 2020, la deuxième école de police de Côte d’Ivoire a ouvert à Korhogo, baptisée « École de police Amadou Gon Coulibaly » en mémoire de ce dernier.
Le département de Korhogo compte aussi une Institution de formation et d'éducation féminine située au chef-lieu, l'un des 90 centres de cette nature existant dans le pays. Cette institution a pour objet de permettre aux femmes analphabètes, aux jeunes filles non scolarisées ou déscolarisées, aux femmes agricultrices de trouver une opportunité pour le développement d'aptitudes nouvelles permettant leur insertion ou leur autonomisation.

## Enseignement supérieur
L'enseignement supérieur comprend un établissement public et une dizaine de grandes écoles privées. L'université publique est l'université Péléforo-Gbon-Coulibaly fondée en 2012.

## Lieux de culte

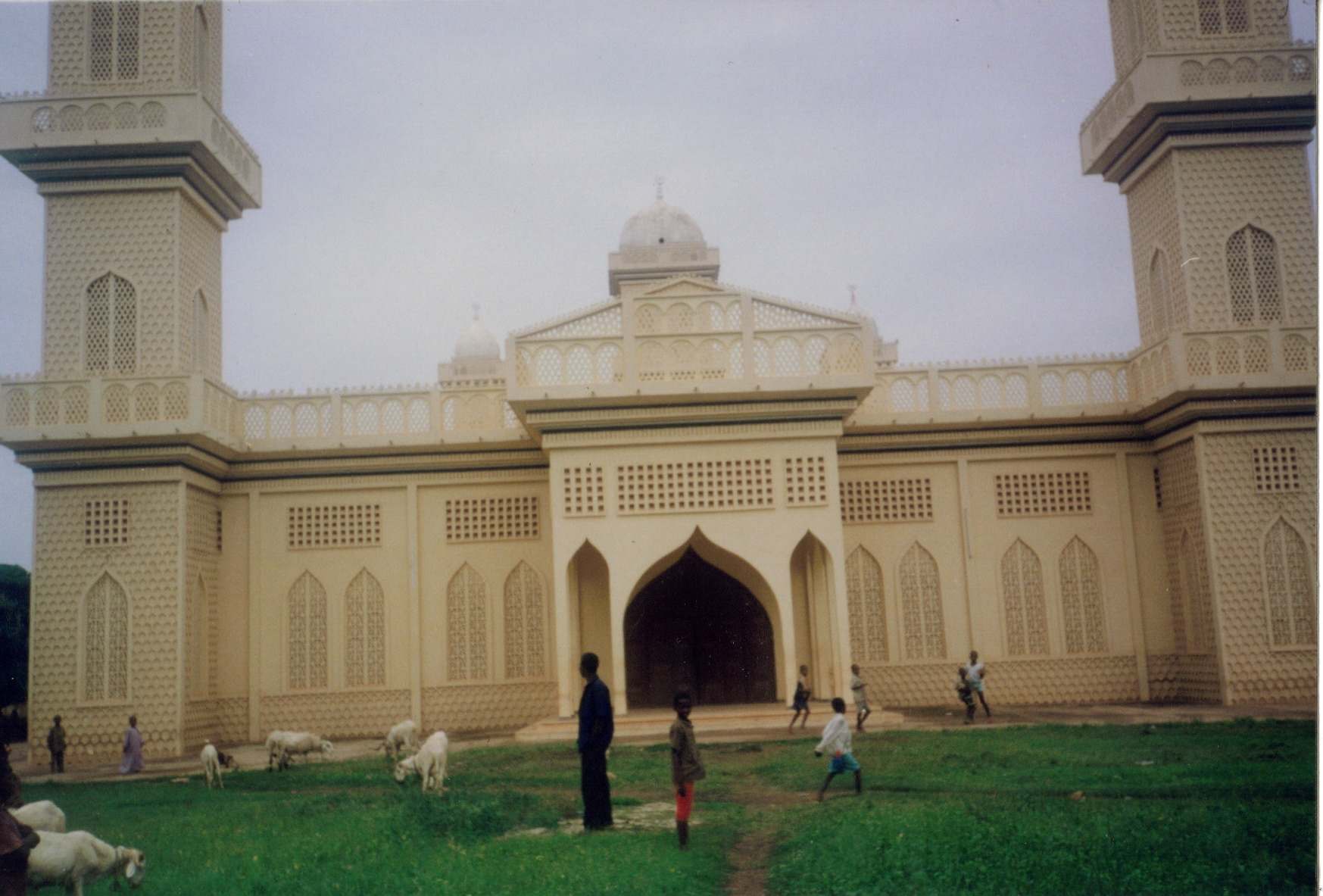
Mosquée de Korhogo

Parmi les lieux de culte, il y a principalement des églises et des temples chrétiens : archidiocèse de Korhogo (Église catholique), Église méthodiste unie Côte d'Ivoire (Conseil méthodiste mondial), Union des Églises baptistes missionnaires en Côte d'Ivoire (Alliance baptiste mondiale), Assemblées de Dieu . Il y a aussi des mosquées musulmanes.

### Santé
Le département compte un centre hospitalier régional de 372 lits, un hôpital, 65 centres de santé, un centre de transfusion sanguine, un centre antituberculeux, des dispensaires et neuf pharmacies.Le manque de personnel qualifié se fait sentir, comme dans toute la région des Savanes puisque pour les quatre départements qui la constituent, ceux de Boundiali, Korhogo, Tingréla et Ferkessédougou, 45 médecins exerçaient en 2001 et seulement 23 en 2005 pour une population totale de 1 215 000 habitants. Le nombre des infirmiers a également baissé de 254 à 67 sur cette même période. Korhogo est aussi connu, au plan sanitaire, grâce à M. OUATTARA Djakaridja, tradipraticien ayant créé la célèbre formule aphrodisiaque ATTOTE dont la renommée est devenue internationale.

## Économie

### Transports

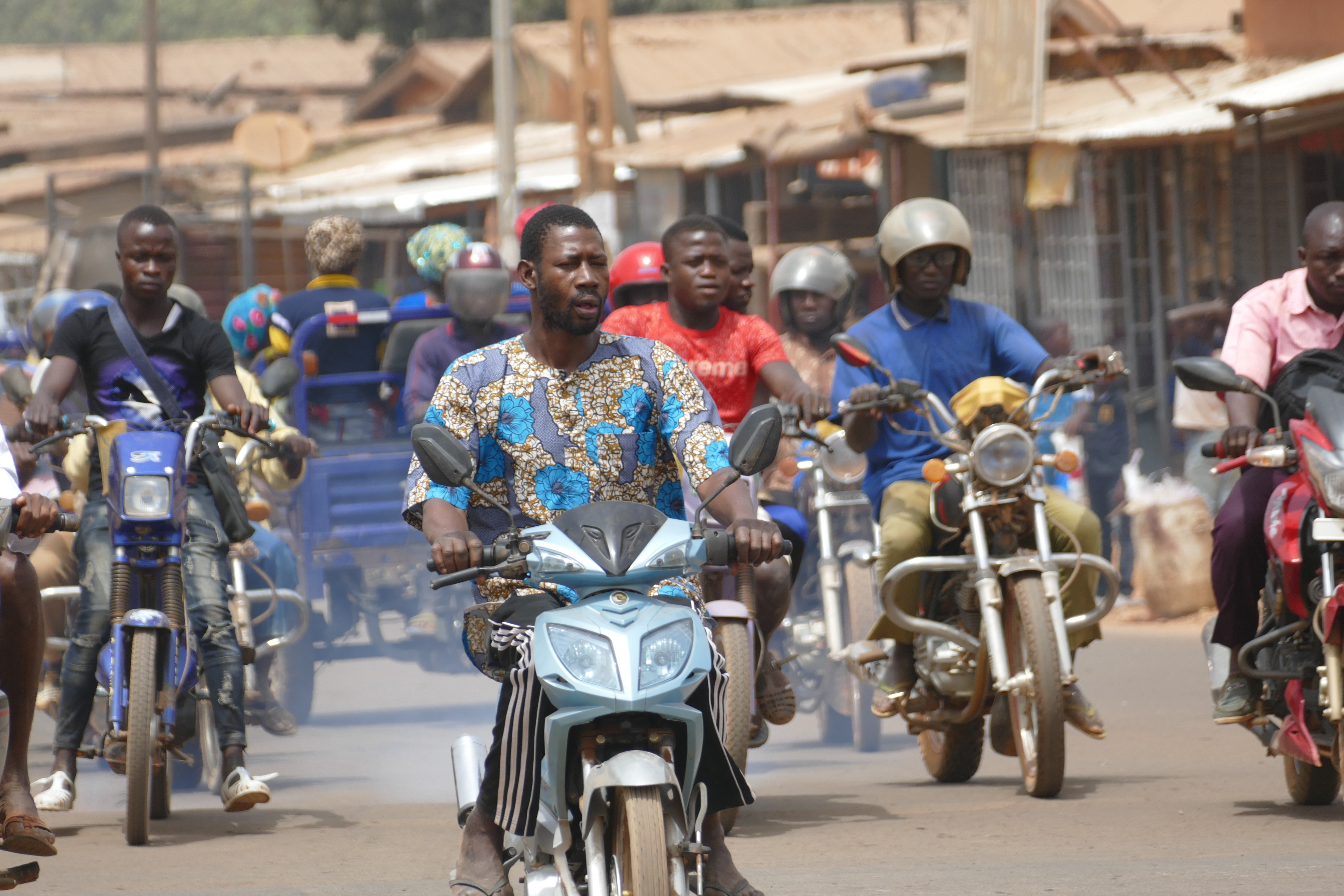
La moto, moyen de transport privilégié chez les populations à Korhogo

L'aéroport de Korhogo (code AITA : HGO, code OIAC DIKO) dispose d'une piste bitumée de 2 100 m et reçoit des vols intérieurs de la compagnie Air Côte d'Ivoire. Il met Abidjan à 2h30 de vol. Des autocars de différentes compagnies assurent le voyage régulier aller-retour de Korhogo vers les autres villes ivoiriennes et vers les villes du Burkina Faso. Les villes voisines sont aussi reliées à Korhogo à l'aide de taxis brousse. Les engins à deux roues occupent une place importante dans le transport interurbain de Korhogo

### Secteur primaire

#### Agriculture
Les habitants de la région sont soit agriculteurs soit éleveurs s'ils ne sont ni commerçants ni artisans ni fonctionnaires. Les aubergines, la salade, le piment, les tomates et les oignons sont les principales cultures maraîchères et alimentent pour commencer le marché local, qui en est gros consommateur. Ce secteur des cultures maraîchères fait essentiellement travailler des femmes. Le département est également un gros producteur de mangue et d'anacarde.

#### Mines
Le sous-sol de la région est riche de fer, d'or et de diamant et l'or.

#### Carrières
En 2017, la production de granit concassés s’élevait à environ 3 700 000 tonnes. Une de ces carrières industrielles est celle de Gnambélégué, qui couvre une superficie de 60 hectares et produit 3 000 tonnes par mois. La moitié de la production est vendue sur le marché local, 30 % sur le marché intérieur et les 20 % dans la sous-région. A la frontière de la ville, une carrière de granit est également exploitée de façon artisanale dans des conditions difficiles par une trentaine de femmes.

### Secteur secondaire
À la suite du désengagement de l'État ivoirien des activités productrices de coton et la privatisation de la Compagnie ivoirienne de développement du textile (CIDT), il a été créé le 23 août 1998 par le consortium IPS (WA) et la Société Paul Reinhart Ag, la société Ivoire Coton qui est propriétaire à Korhogo de deux usines d'égrenage de coton. Le coton constitue la principale richesse de la région, au point d'y être appelé l’« or blanc ».
De façon artisanale, de nombreux tisserands transforment le coton en pièces de tissu et les couturiers fabriquent ensuite des boubous, des pagnes et des vêtements de toute nature sur mesure à la demande des clients et clientes, la couture étant ici une activité pratiquée par la gent masculine. Dans le département, les artisans fabriquent aussi des « chaises sénoufo » et des « portes sénoufo » joliment décorées et stylisées.

### Secteur tertiaire
La position de carrefour de la ville de Korhogo correspond à son activité commerciale matérialisée par un marché important dont l'activité est permanente. Korhogo dispose ainsi d'un marché central "tchédal".

### Tourisme
La ville de Korhogo est la principale province du nord de la Côte d’Ivoire. Capitale du pays Sénoufo, elle est le lieu de nombreuses manifestations traditionnelles du Poro. Korhogo est l’endroit idéal pour découvrir l’artisanat. La ville possède des sites culturels importants tels que le Centre Culturel Womiengnon et le musée Péléféro Gon Coulibaly. Vous serez impressionnés par le mont Korhogo et les anciennes mosquées. Vous pourrez également apprécier les villages de tisserands comme Katia et Waraniéné, ainsi que ceux des forgerons comme Koni et Kasombarga. Emportez un souvenir de Fakaha, avec ses étoffes ornées de motifs sénoufos, connues pour avoir inspiré Pablo Picasso dans les années 1930 lors de son séjour discret dans la région.

## Culture

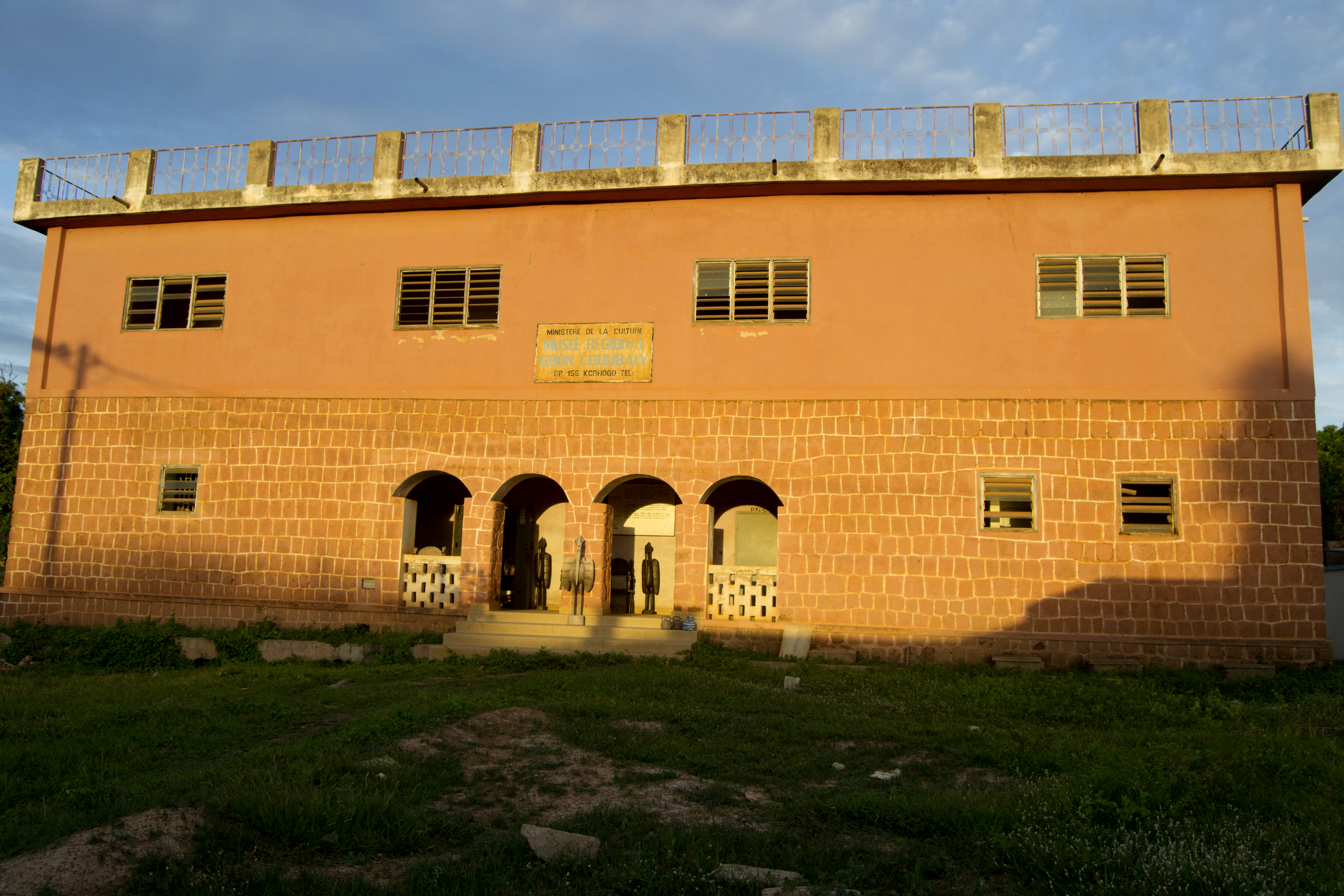
Le musée Péléforo Gbon Coulibaly à Korhogo.

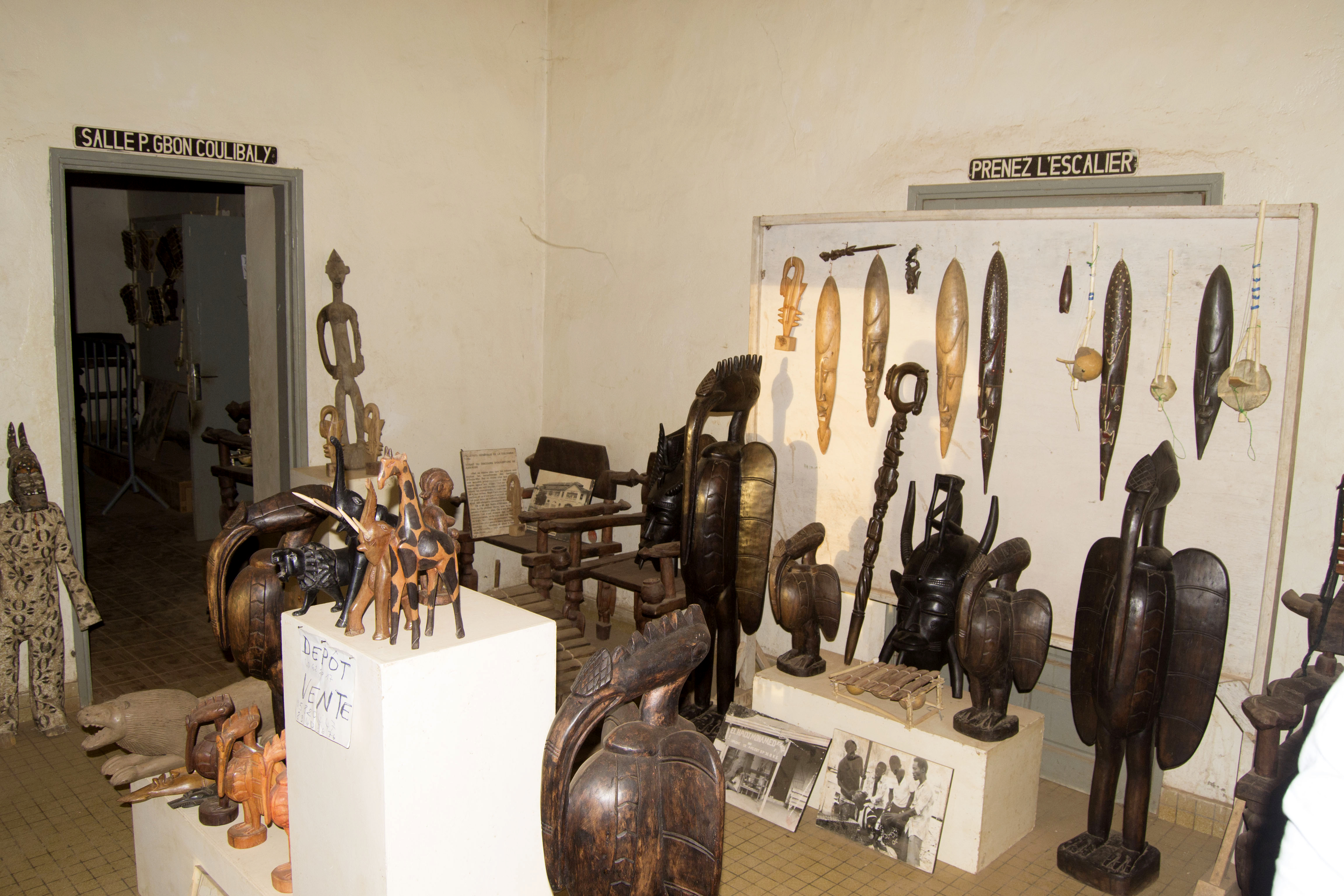
Vue de l'intérieur du musée Péléforo Gbon Coulibaly de Korhogo

La ville de Korhogo dispose d'une salle de cinéma fermée, à la différence de beaucoup de villes africaines dotées de cinémas en plein air. L'essentiel de sa programmation propose des films de karaté, des films égyptiens ou des films indiens venus de Bollywood. Comme dans la plupart des pays du tiers-monde, le cinéma indien est très apprécié en Afrique de l'Ouest. En 2003, le Festiko, festival international du film documentaire industriel et publicitaire, s'est tenu à Korhogo,.
La ville dispose du centre culturel Womiengnon qui a fait l'objet d'importants travaux de rénovation. La ville compte un musée, le musée Régional Peleforo Gbon Coulibaly, qui a rouvert en janvier 2022 après dix ans de fermeture. Dans les années 1980 se déroulait à Korhogo un festival culturel, le Katana Festival, dont la première édition a eu lieu en janvier 1983 avec, parmi les invités étrangers, le Ballet national de Guinée. Parmi les personnalités invitées à ce festival figuraient Balla Keita, natif de la ville et alors ministre de l'éducation nationale, et Louis Le Pensec, alors ministre français de la mer.
Un quartier entier de la ville, le quartier Koko, regroupe les nombreux sculpteurs de la ville qui fabriquent des objets en teck ou en bois de fromager, notamment des reproductions des objets traditionnels sénoufo.

## Sports
Les compétitions sportives se déroulent exclusivement au chef-lieu du département, les autres localités ne disposant d'aucune infrastructure dédiée : la ville de Korhogo dispose d'un club de football, le Club Omnisports de Korhogo, évoluant en MTN Ligue 2 et disputant ses matchs sur le terrain du stade municipal de Korhogo. Comme dans la plupart des villes du pays, de façon informelle, des tournois de football à 7 joueurs, très populaires en Côte d'Ivoire et dénommés Maracanas, sont organisés.
Le handball est également pratiqué, particulièrement par les filles, élèves des lycées de la ville.
En 2008, Korhogo a constitué la ville d'arrivée du Tour de l'or blanc, de retour dans le nord du pays après plusieurs années d'absence en raison de la crise de 2002, et remporté par Issiaka Fofana, l'étape Korhogo-Ferkessédougou-Korhogo étant remportée par le burkinabé Abdul Wahab Sawadogo.
En 2023, Korhogo sera une des cinq villes de Côte d'Ivoire accueillant la Coupe d'Afrique des nations. Le stade de Korhogo, dans le nord de la Côte d’Ivoire, est en cours de construction sur une superficie de 20,17 hectares. Il aura une capacité d’accueil de 20 000 places assises. Toutes les tribunes seront couvertes. Son aire de jeu sera en gazon naturel. Ce stade est baptisé stade Amadou Gon Coulibaly, premier ministre ivoirien décédé en juillet 2020.

## Région

### Traditions
Les danses traditionnelles, exécutées à chaque cérémonie de la région, sont le N'Goron, danse sacrée, et le Boloye, également appelé « danse des hommes panthères » car l'habit du danseur imite fidèlement le pelage de ces félins, et qui est exécuté pour clore les rites initiatiques, particulièrement le Poro.

### Villages alentour
- Katia : village de tisserands.
- Waraniéné est le village de tisserands le plus proche de la ville.
- Kasombarga : village de forgerons qui comporte une mosquée du XVIIe siècle.
- Natio : Natio ou Natyo Kobadara[57],[58],[59] est un ancien village devenu un quartier de Korhogo. Le quartier est connu pour la fabrication du beurre de karité[60] utilisé pour ses propriétés tant culinaires que cosmétiques.
- Koni : village de forgerons, avec les hauts-fourneaux traditionnels pour le travail du fer, très abondant dans la région.
- Fakaha : ce village est célèbre pour ses toiles peintes faites de motifs sénoufos sur une étoffe de coton. Elles sont réputées avoir été une source d'inspiration de Pablo Picasso dans les années 1930, lors de son discret séjour dans la région.
- À 100 km au sud, Tortya est une ancienne mine de diamants abandonnée par les grandes compagnies il y a une trentaine d'années mais qui fait toujours l'objet d'une exploitation artisanale.

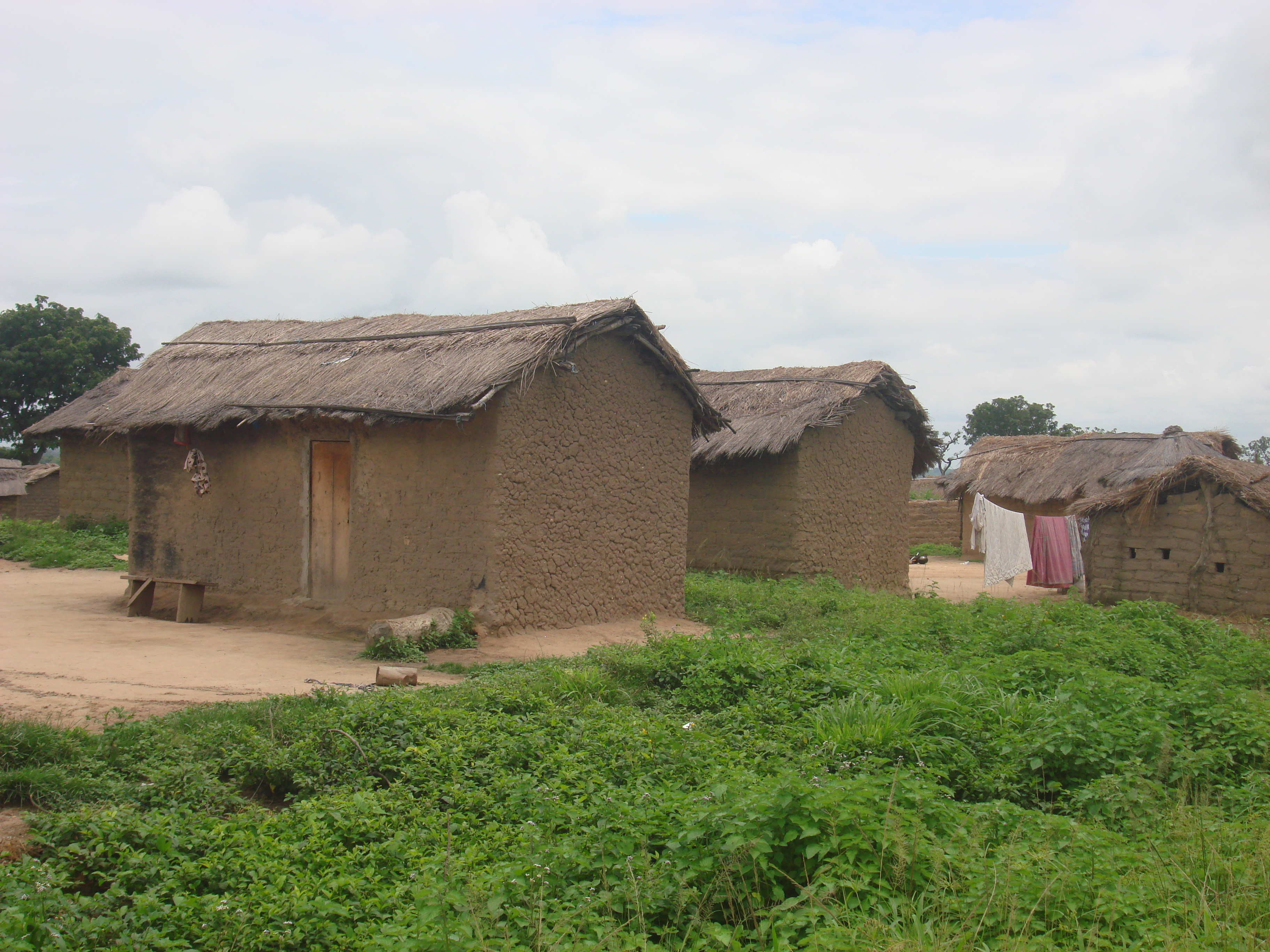
Cases rectangulaires du village de Nawokaha

## Personnalités liées à la région
- Aïcha Koné, chanteuse, originaire de Gbon ;
- Lanciné Gon Coulibaly, ancien député-maire de Korhogo et ancien ministre du tourisme ;
- Balla Keita, Ministre de l’Enseignement supérieur et de la recherche scientifique, ministre de l’Enseignement primaire, de l’Enseignement secondaire dans divers gouvernements de Félix Houphouët-Boigny.
- Amadou Gon Coulibaly, élu maire en 2001 ; le 11 janvier 2017 il est nommé Premier ministre en remplacement de Daniel Kablan Duncan.
- Kassoum Coulibaly, député de Korhogo, président des transporteurs de Côte d’Ivoire ;
- Sangafowa Coulibaly, homme politique né à Korhogo.
- Issa Malick Coulibaly, homme politique.
- Gnenema Mamadou Coulibaly, homme politique, ancien ministre de la justice.
- Général Abdoulaye Coulibaly, ancien pilote, président du conseil d'administration d'Air Côte d'Ivoire.
- Pierre Djibril Coulibaly, inventeur, homme politique ivoirien.
- Souleymane Coulibaly alias Soro Solo, animateur à la Radiodiffusion-Télévision ivoirienne, puis à France Inter.
- Laurent Dona Fologo, homme politique, ancien président du Conseil économique et social de Côte d'Ivoire.
- Tiémoko Yadé Coulibaly, économiste, ancien haut fonctionnaire à la Bceao.
- N´Golo Coulibaly, économiste, homme politique, grand médiateur de la république de Côte d'Ivoire.
- Général Issa Coulibaly, directeur général des douanes ivoiriennes.
- Tuo Fozié, militaire, adjudant dans les Forces armées nationales de Côte d'Ivoire, ancien ministre de la jeunesse et du service civique, au titre du MPCI.
- Adama Coulibaly, ancien maire de Korhogo et ancien ministre de l´équipement, du transport et du tourisme.
- Luc Marius Ibriga, homme d’État burkinabè.
- Alphonse Soro, homme politique ivoirien.

### Romans et récits
- Patrick Grainville, Les Flamboyants, 1976[61]
- Pierre Frégeac, Carnaval sous les manguiers, Éditions Hagège, 1998[62]
- Philippe de Baleine, Le petit train de la brousse, Paris, Filipacchi, 1985
- Philippe de Baleine, Nouveau Voyage sur le petit train de la brousse, Paris, Filipacchi, 1992

### Korhogo
- Alain-Gérard Beaudou, Étude pédologique de la Région de Boundiali-Korhogo : Méthodologie et typologie détaillée, morphologie et caractères analytiques, Éditions de  l'ORSTOM
- Socio-Économie des villes africaines : Bobo et Korhogo dans les défis de la décentralisation, Karthala, 2002
- Yers Keller, Carnets de route de Bassam à Korhogo, ASA
- Lanciné Gon Coulibaly, Cote d'Ivoire : Au cœur du bois sacré, L'Harmattan, 2005
- Collectif, Etudes socio-économiques : Région de Bamako 1967 ; Région de Korhogo 1967; Région du sud-est 1968, Abidjan, Ministère du Plan
- Tidiane Dem, Samory dans le pays sénoufo, Archives administratives de Korhogo
- Pierre Kipré, Villes de Côte d'Ivoire 1893-1940 (2 tomes), Nouvelles Éd. Africaines, 1985

### Agriculture
- Ph. Bernardet, Élevage et agriculture dans les savanes du Nord, in Politique africaine, n° 24 Côte-d'Ivoire, la société au quotidien, p. 29-40, 1986
- Philippe Bernardet, Association agriculture-élevage en Afrique : les Peuls semi-transhumants de Côte d'Ivoire, Éditions L'HARMATTAN, 1984 (ISBN 2-915352-30-5)
- Thomas Basset, Le coton des paysans. Une révolution agricole en Côte d'Ivoire (1880-1999), Paris, 2002
- L' élevage peul dans le nord de la Cote d'Ivoire, Abidjan, Université d'Abidjan, 1975

### Langues
- Maurice Delafosse, Dictionnaire français-peul, Paris, Société française d'ethnographie, 1923
- Maurice Delafosse, Vocabulaires comparatifs de plus de 60 langues ou dialectes parlés à la Côte d'Ivoire et dans les régions limitrophes, Paris, E. Leroux, 1904, p. 284
- Maurice Delafosse, Essai de manuel pratique de la langue mandé ou mandingue. Étude grammaticale du dialecte dyoula. Vocabulaire français-dyoula. Histoire de Samori en mandé. Étude comparée des principaux dialectes mandé, Paris, Publications de l'INALCO, 1904, p. 304